# Zbrodnia w Ciepielowie (1939)
Zbrodnia w Ciepielowie (niem. Massaker von Ciepielów) – masowy mord na polskich jeńcach wojennych dokonany przez żołnierzy Wehrmachtu 9 września 1939 roku  w podradomskiej wsi Ciepielów. Była to jedna z największych udokumentowanych egzekucji przeprowadzonych przez Niemców podczas kampanii wrześniowej 1939 roku. 

## Przebieg zbrodni
Zbrodni pod Ciepielowem dokonał niemiecki 15 Pułk Piechoty (zmotoryzowany) pod dowództwem pułkownika Waltera Wessela z 29 Dywizji Piechoty, ofiarami byli polscy żołnierze z 74 Pułku Piechoty. Pod względem prawnym stanowiła zarówno złamanie międzynarodowego prawa wojennego jak i konwencji haskich.
Wydarzenie miało miejsce w lesie państwowym pod Dąbrową, w gminie Ciepielów, położonej na północy województwa kieleckiego, w powiecie iłżeckim, obok szosy przebiegającej od miejscowości Lipsko do Ciepielowa. 
Zbrodnia została odkryta i udowodniona na podstawie anonimowego maszynopisu niemieckiego (bez daty i podpisu) przekazanego Polskiej Misji Wojskowej w Berlinie Zachodnim w 1950 roku, za pośrednictwem polskiego konsulatu w Monachium. Przekazane dokumenty zawierały 5 zdjęć przedstawiających egzekucję polskich żołnierzy pod Ciepielowem we wrześniu 1939. Dołączony tekst stanowił zapewne część pamiętnika lub dziennika, sporządzonego przez oficera lub żołnierza niemieckiego. Fragment ten nosił nazwę Unser Gefecht in Polen (pol. Nasza potyczka w Polsce). 
Autor pamiętnika dodatkowo przytoczył fakt zastrzelenia przez patrol niemiecki chłopa i rannego polskiego żołnierza, co potępił w swojej relacji, następnie opisał przebieg egzekucji pod Ciepielowem:

A teraz w lesie ciepielowskim niedaleko Zwolenia znajdowała się w czołówce 11 kompania naszego batalionu. Posuwaliśmy się za nią. Słyszę ogień karabinów maszynowych. Czołówka jest ostrzeliwana. Wysiadać !... Brzęczą rykoszety. Teraz orientuję się, że Polacy także strzelają ... Wtem upadł kpt. Lewinsky. Postrzał głowy z góry. A zatem strzelcy na drzewach. Podziwiam odwagę tych strzelców z drzew ... W godzinę później zbieramy się wszyscy na szosie. Kompania ma 14 zabitych łącznie z kpt. Lewinskym. Dowódca pułku płk. Wessel (z Kassel) szaleje. „Co za bezczelność, chcieli nas zatrzymać, i zastrzelili mojego Lewinskyego”. ... [Płk. Wessel] stwierdził, że ma do czynienia z partyzantami, jakkolwiek każdy z polskich jeńców ma na sobie mundur. Zmusza ich do zdjęcia kurtek. No, teraz już prędzej wyglądają na partyzantów. Teraz odcina im się jeszcze szelki, widocznie po to, by nie mogli uciec. Następnie każe jeńcom iść brzegiem szosy, jeden za drugim. Nasuwa się pytanie, dokąd się ich prowadzi ? W kierunku powrotnym do taborów, które ich wkrótce przekażą do jenieckiego punktu zbornego?
W pięć minut później usłyszałem terkot tuzina niemieckich automatów. Pośpieszyłem w tym kierunku i o 100 m w tyle ujrzałem rozstrzelanych 300 polskich jeńców, leżących w przydrożnym rowie. Zaryzykowałem zrobienie dwóch zdjęć, a wtedy stanął dumnie przed obiektywem jeden z tych strzelców-motocyklistów, którzy na polecenie płk. Wessela dokonali tego dzieła.

Prawdziwość relacjonowanych przez anonimowego Niemca wydarzeń, opatrzona serią zdjęć, nie budziła wątpliwości i kontrowersji odnośnie do zbrodni. W tym samym dniu siły niemieckie (Wehrmacht), dokonały w okolicznych wioskach oraz samym Ciepielowie, mordów na osobach cywilnych, wśród których znajdowało się jedno dziecko (10-letnia Zosia Wrzochal z Gołębiowa, w gminie Lipsko w powiecie iłżeckim). Sprawcami egzekucji był również 15 Pułk Piechoty (zmotoryzowany), dowodzony przez pułkownika Wessela, inne jednostki niemieckie nie brały udziału w działaniach wojennych w tym rejonie.
Szymon Datner szacował liczbę ofiar na około 300. Instytut Pamięci Narodowej ocenia, że wyniosła „co najmniej 250”. 
W większości współczesnych publikacji, także niemieckich, zbrodnia w Ciepielowie – pomimo skąpego materiału źródłowego – uznawana jest za fakt historyczny.
Mord dokonany na jeńcach Polakach przez hitlerowców, został po 1990, upamiętniony na Grobie Nieznanego Żołnierza w Warszawie napisem na jednej z tablic: „CIEPIELÓW 9 IX 1939”.

## Dokumentacja fotograficzna

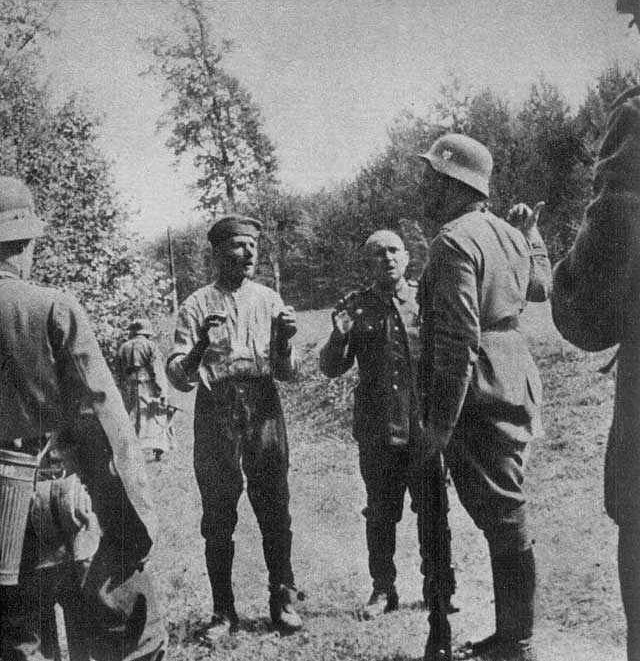
Pułkownik Walter Wessel wydaje rozkaz egzekucji polskich jeńców
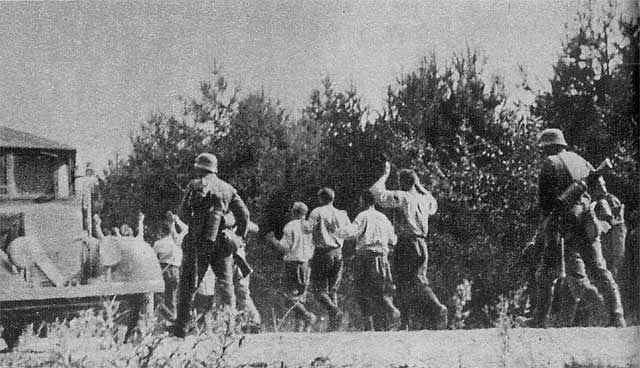
Jeńcy prowadzeni na egzekucję
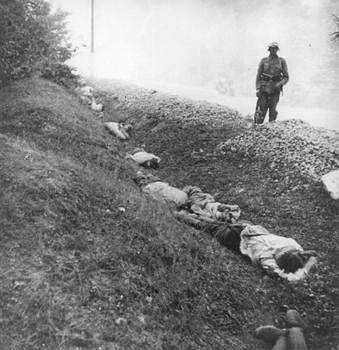
Ciała pomordowanych jeńców polskich
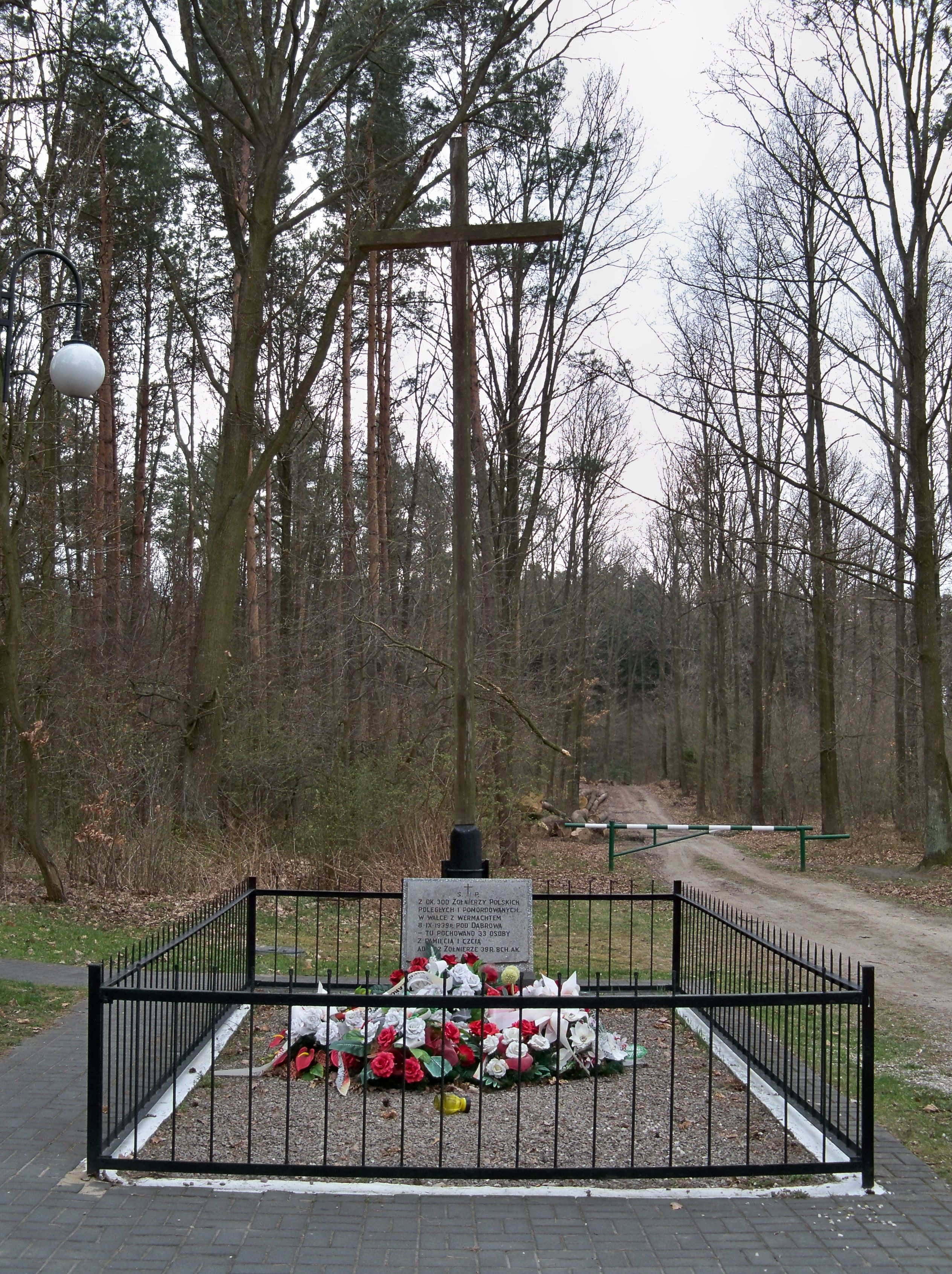
Krzyż w miejscu zbrodni
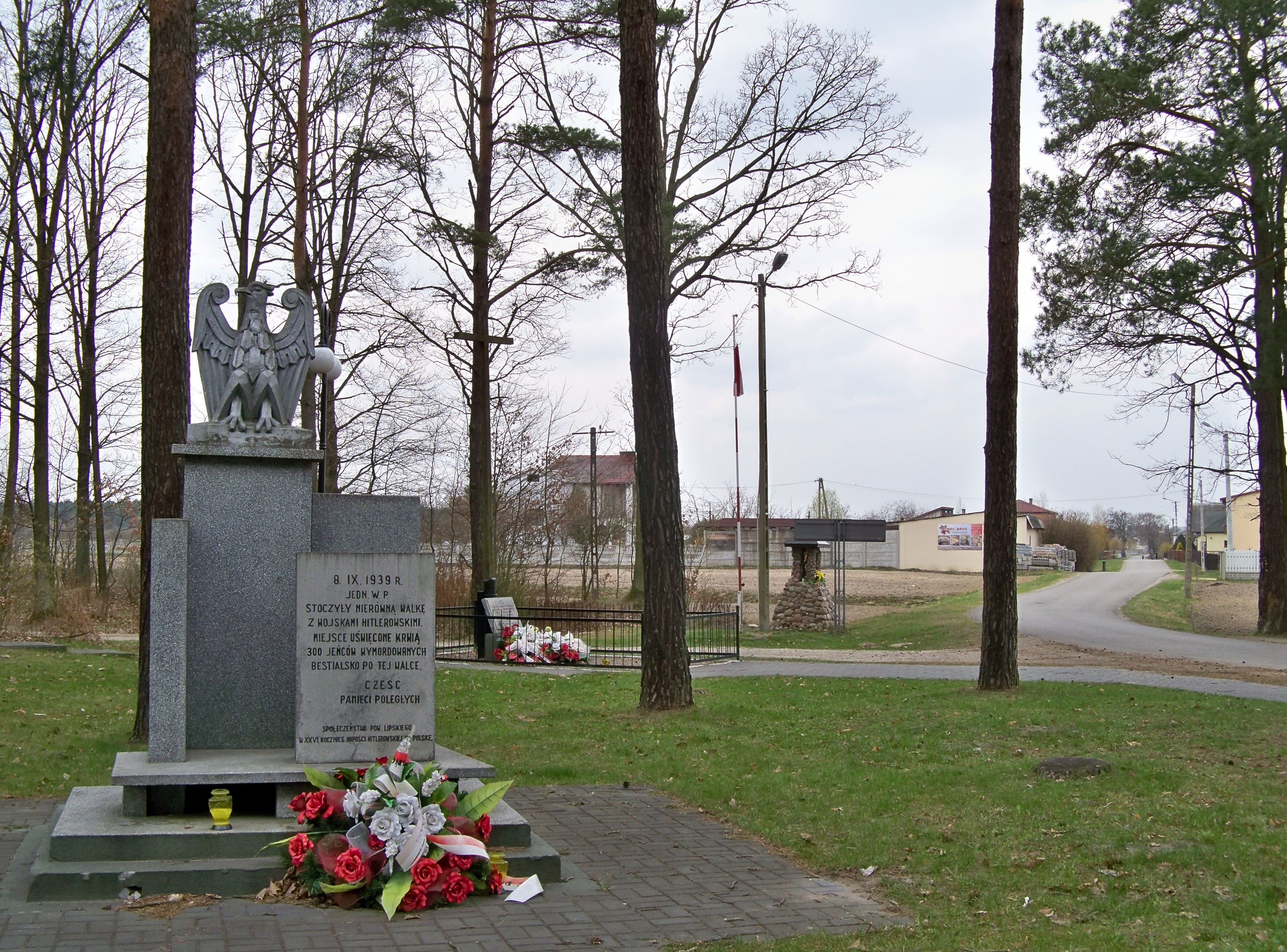
Pomnik ofiar zbrodni